# ツェントラル鉄道ABe130形電車

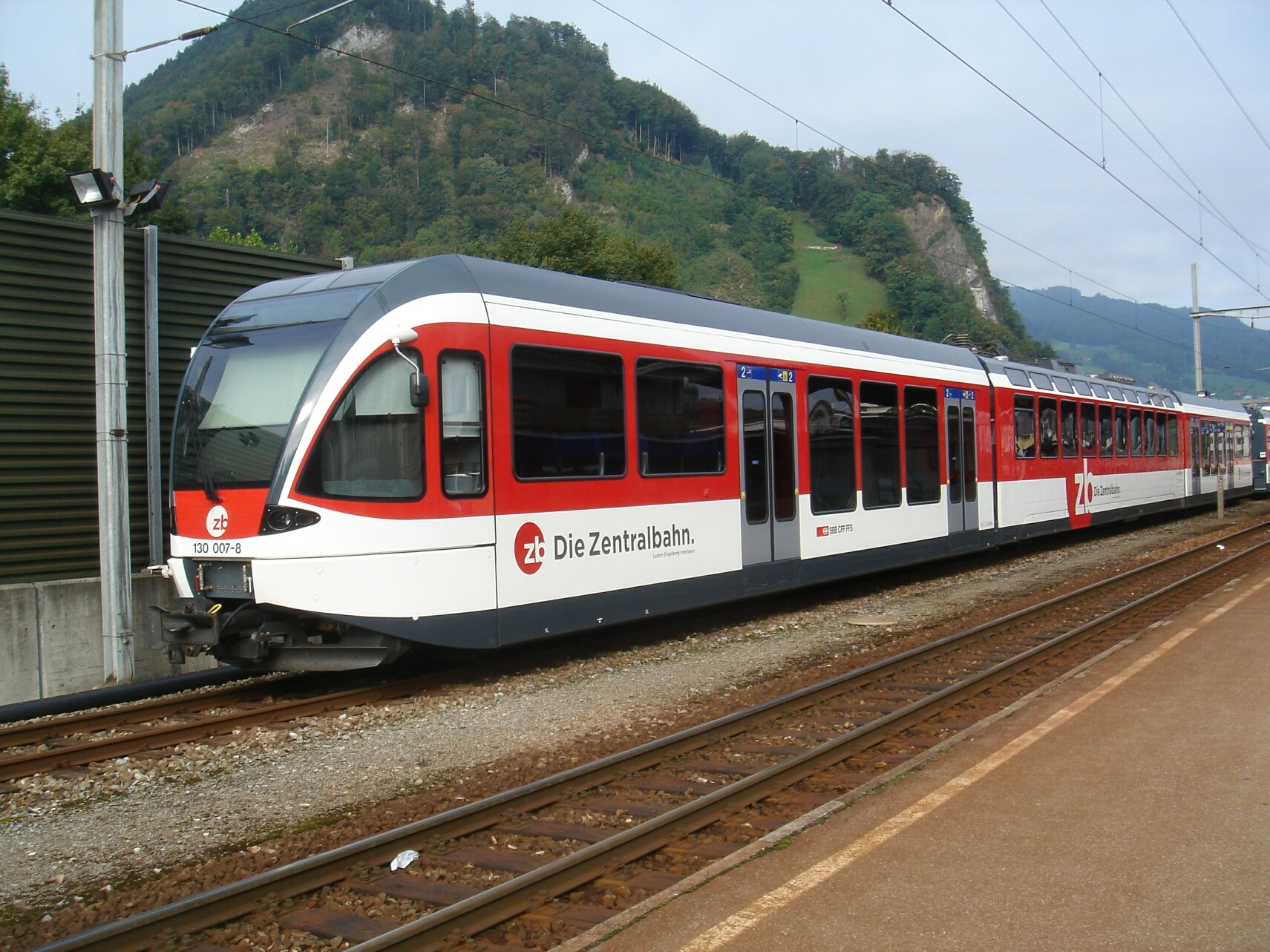
ABe130形、通称SPATZ

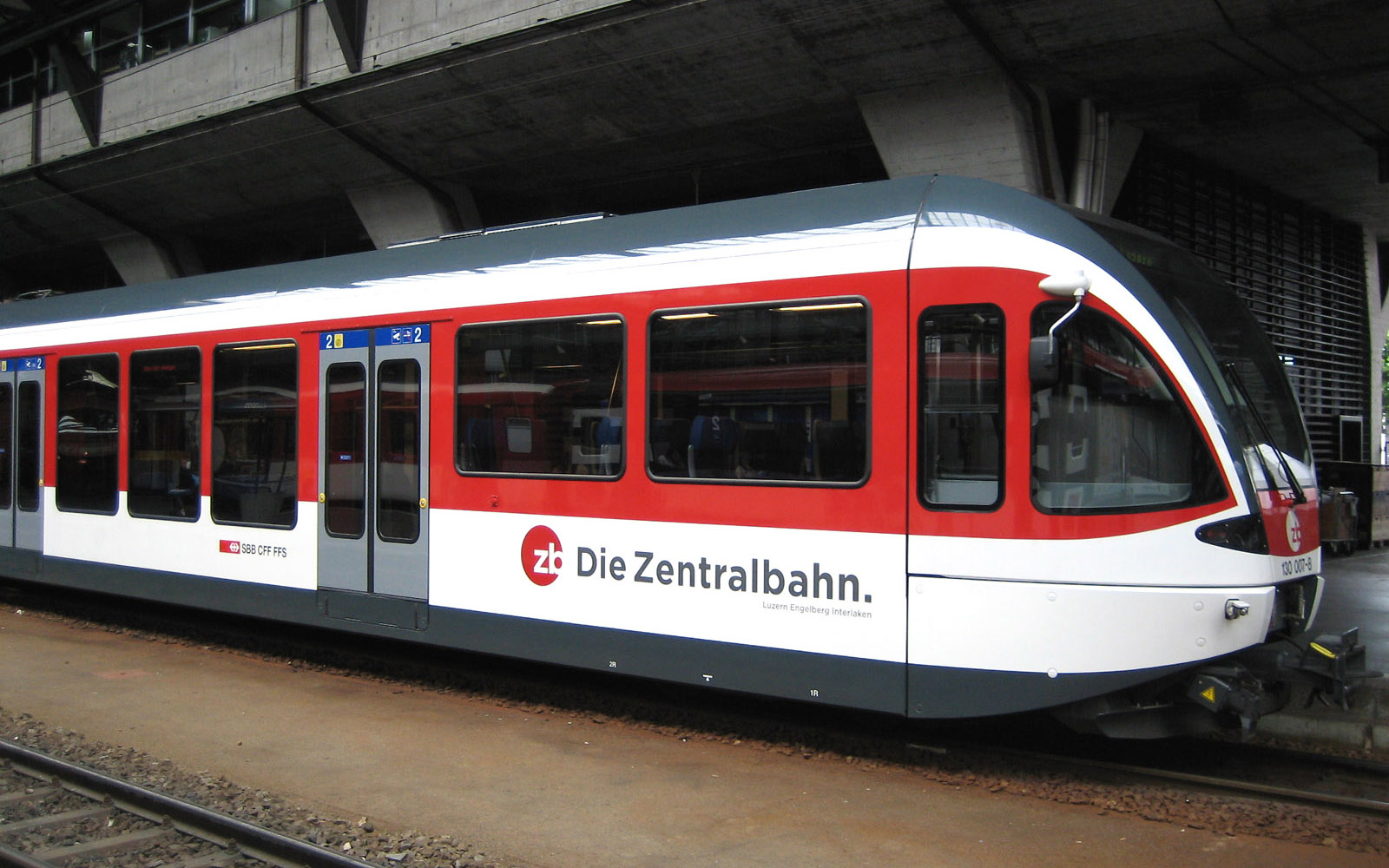
ABe130形、ドア横には小さくスイス国鉄のロゴが入る

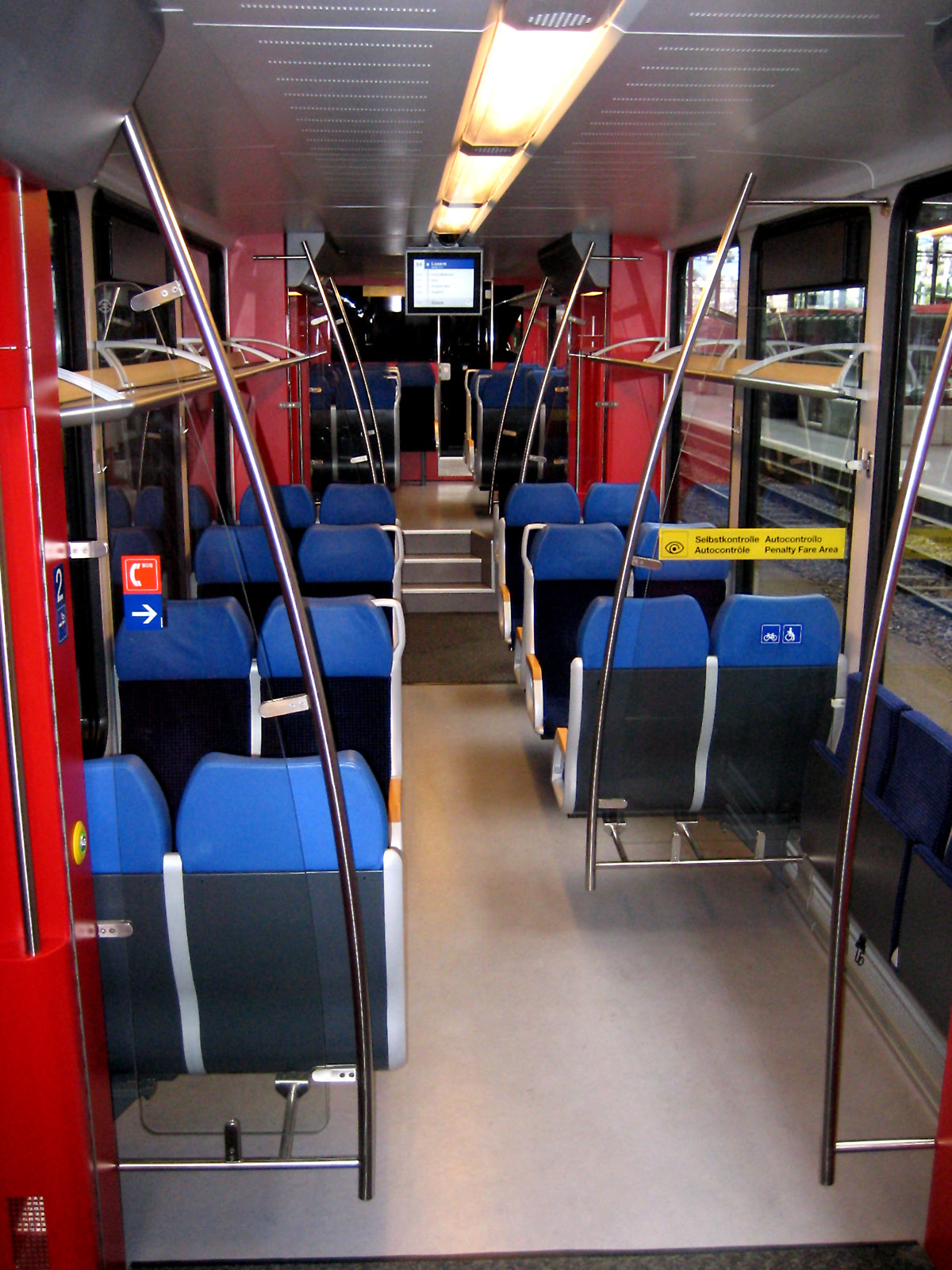
ABe130形、先頭車の低床部2等室の室内

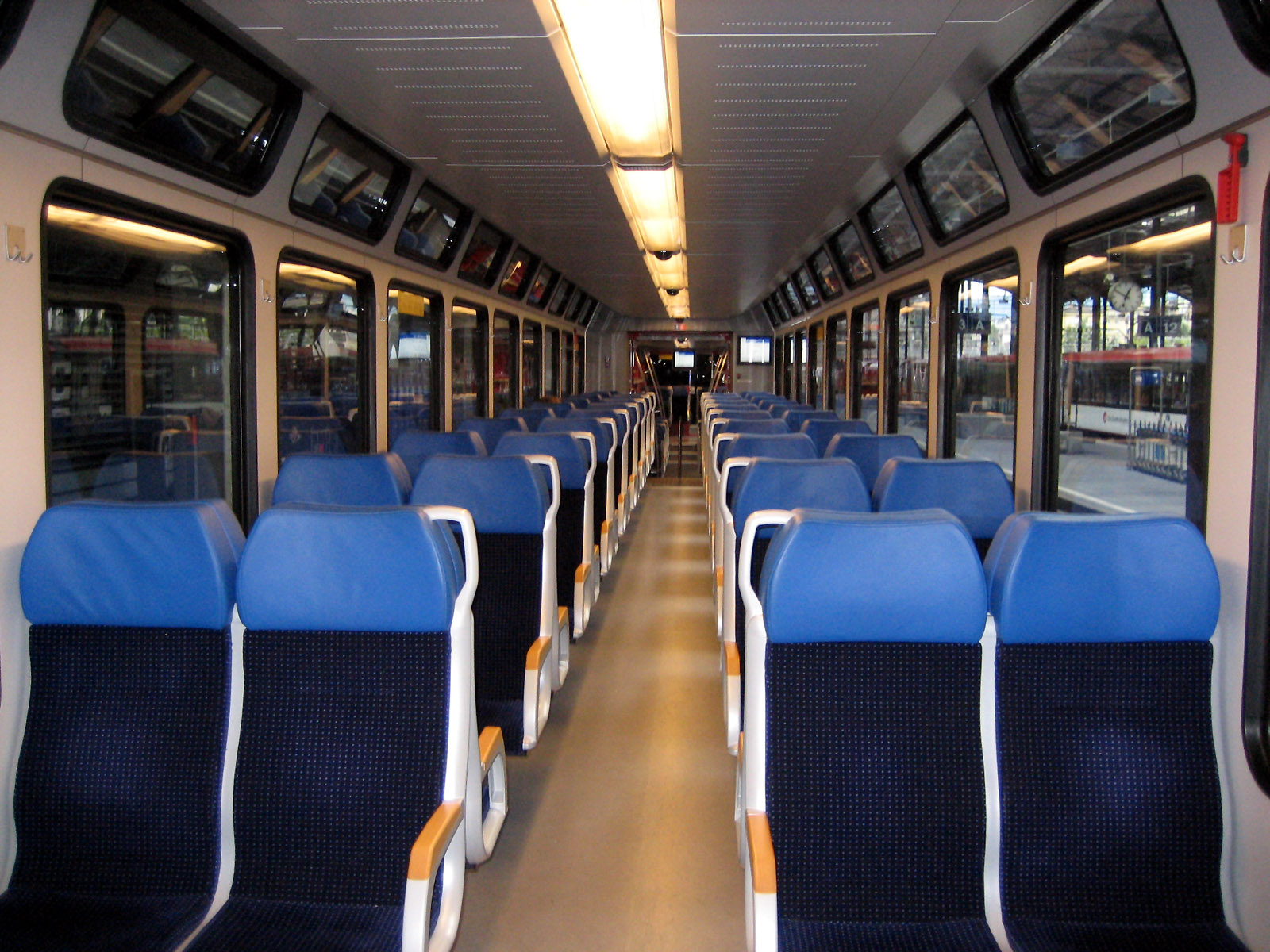
ABe130形、中間車の高床部2等室の室内、天井肩部にも窓がある

ツェントラル鉄道ABe130形電車（ツェントラルてつどうABe130がたでんしゃ）は、スイス中央部の私鉄であるツェントラル鉄道で使用される山岳鉄道用部分低床式電車である。なお、本項では本機と同形の制御車であるABt 941-943形についても記述する。

## 概要
スイス連邦鉄道（SBB、スイス国鉄）の唯一の1m軌間の路線であるブリューニック線とルツェルン-シュタンス-エンゲルベルク鉄道（LSE:Luzern-Stans-Engelberg-Bahn）が2005年1月1日にツェントラル鉄道として統合されるのと前後して2004-2005年に10編成が製造された粘着区間専用の3車体連接式の1等/2等合造電車で、計画当初の形式はABe4/8形であったが、現車はUIC方式の形式名であるABe130形となっている。
ブリューニック線は途中のルンゲルン - メイリンゲン間約13kmがブリューニック峠を最急勾配128パーミルのラック区間で越える山岳路線であるが、その他の区間はギスヴィール付近に約3km、101パーミルのラック区間がある以外、約50km以上の粘着区間のほとんどが最急勾配20パーミル以下の勾配の緩やかな路線であり、2004年12月12日のダイヤ改正でルツェルン近郊路線にSバーンが設定されたこともあり、区間列車用として導入された機体が本形式であり、シュタッドラーが同社のGTWシリーズをベースに、マッターホルン・ゴッタルド鉄道のBDSeh4/8形と同様の3車体連接車として製造したもので、通称SPATZ（Schmalspur Panorama Triebzug）と呼称される。低床部の床面高さを400mmとしたバリアフリー対応の機体であるとともに、VVVFインバータ制御により定格出力1150kW、牽引力100kNを発揮する強力機でもある。
なお、10編成のうち5編成に機体名が付けられており、各機体の機番、使用開始年月日、機体名は以下の通りとなっている。
- 130 001-1 - 2004年12月9日 - Haslital
- 130 002-9 - 2004年12月9日
- 130 003-7 - 2005年2月18日 - Brisen
- 130 004-5 - 2005年3月14日 - Stanserhorn
- 130 005-2 - 2005年3月14日
- 130 006-0 - 2005年5月2日
- 130 007-8 - 2005年6月24日
- 130 008-6 - 2005年6月24日 - Mörlialp
- 130 009-4 - 2005年7月22日
- 130 010-2 - 2005年10月14日 - Brienzer Rothorn

## 仕様

### 車体
- 車体は車端耐荷重800kNを確保したアルミ製で、両先頭車が台車上部以外を床面高400mmの超低床、台車上部を床面高950mmとした部分低床式、中間車は床面高さ950mmの通常床となっており、乗降口は両先頭車の低床部に幅1350mmの両開のプラグドアが片側2箇所ずつ設置され、高床部へはステップ2段を介して昇降する。
- 先頭車の前部は両側面と上面から大きく絞り込まれ、大型曲面ガラスを使用した流線形スタイルとなっており、シュタッドラー社のFLIRT[5]シリーズと同様のものとなっている。また、側面は屋根肩部を斜めに切落とした六角形の形態となっており、側窓は固定式で、低床部の窓も上辺を高床部の高さ1206mmのものと揃えた高さ1756mmの大型のものとなっているほか、中間車の高さ1191mmの側面窓上の屋根肩部には展望性の確保のために窓が設置されている。
- 室内は前位側の先頭車と中間車が2等車、後位側の先頭車が先頭側約半室を1等室、残りを車椅子での乗車や自転車の積載を考慮して折りたたみ座席を設置した2等室とした1/2等合造車となっており、この部分に車椅子対応大型便所も設置されている。また、天井もしくは妻壁面には旅客案内用の液晶ディスプレイが設置されている。
- 座席は1等室、2等室とも2+2列の4人掛けの固定式クロスシートで、ビニールクロス貼りヘッドレストつきのものが用意され、折りたたみの補助シートが2等室に設置される。座席定員は前位側先頭車が高床部19人、低床部が20人と補助席5名、中間車が76人、後位側先頭車の1等室が高床部14人、低床部5人、2等室が補助席9人である。
- 運転室は中央にデスクタイプの運転台が設置されており、計器盤は3面折式で正面に速度計などの計器類が、両脇面に液晶ディスプレイなどの表示器やスイッチ類が設置され、マスターコントローラーは近年の欧州の電車で一般的な右側ワンハンドル式のものが設置されている。また、運転室後部は大型ガラスとされ客室からの前面展望にも配慮している。
- 正面窓は大型の1枚曲面ガラスで、その下部左右の2箇所と正面窓内の正面行先表示器の上部に小形の丸形前照灯と尾灯が設置されており、連結器は+GF+式[6]ピン・リンク式自動連結器、車体先頭部には小型のスノープラウが設置されている。
- 車体塗装白をベースに側面窓周りと正面窓下を赤とし、車体の上下の裾部をダークグレーとしたもので、正面中央にツェントラル鉄道のマークが、側面下部にはマークとロゴが入っているほか、同じく側面下部にはツェントラル鉄道の主要株主であるスイス国鉄[7]のマークとロゴが入っている。
- 室内は壁面をグレー、床面をベージュとして扉横の扉機構部のカバーなどを赤としたもので、座席は座面と背摺を青のチェック柄、ヘッドレストを水色としている。

### 走行機器
- 本機は3車体4台車の連接式であるが、中間車が通常のボギー式で駆動台車付、先頭車は先頭側にのみ従台車が付き、連結側は中間車に載り掛かる片持式とすることで低床部の床面積を確保している。
- 制御方式はVVVFインバータ制御で、定格出力287.5kWの3相誘導電動機4台を駆動し、定格牽引力100kN、最高速度100km/hの性能を確保している。
- 主要機器類は中間車の床下と屋根上に設置され、パンタグラフは中間車の前位寄りに1基が設置され、その隣に主開閉器として空気遮断式が設置されている。
- ブレーキ装置は主制御器による回生ブレーキのほか空気ブレーキ、駐機ばねブレーキを装備する。
- 台車は動台車は軸距1900mm、動輪径780mm、従台車は軸距1800mm、動輪径685mmの鋼板溶接組立式台車で、車体との結合は大径心皿式、軸箱支持方式は軸梁式、枕ばねは空気ばね、軸ばねはコイルばね、踏面ブレーキはユニット式である。

### 主要諸元
- 軌間：1000mm
- 電気方式：AC15kV 16.7Hz 架空線式
- 軸配置；2'Bo'Bo'2'
- 最大寸法：全長51930mm、車体幅2650mm、車体高3720mm
- 床面高：400mm（低床部）、950mm（高床部）
- 乗降口幅：1350mm
- 軸距：1900mm（動台車）、1800mm（従台車）
- 車輪径：780mm（動輪）、685mm（従輪）
- 自重：68.5t
- 座席定員
  - 1等：19名
  - 2等：115名
  - 補助席：14名
- 走行装置
  - 主制御装置：VVVFインバータ制御
  - 主電動機：3相誘導電動機×4台（定格出力：287.5kW）
  - 定格牽引力：100kN（於47km/h）
- 最高速度：100km/h
- ブレーキ装置：回生ブレーキ、空気ブレーキ、ばねブレーキ

## ABt 941-943形

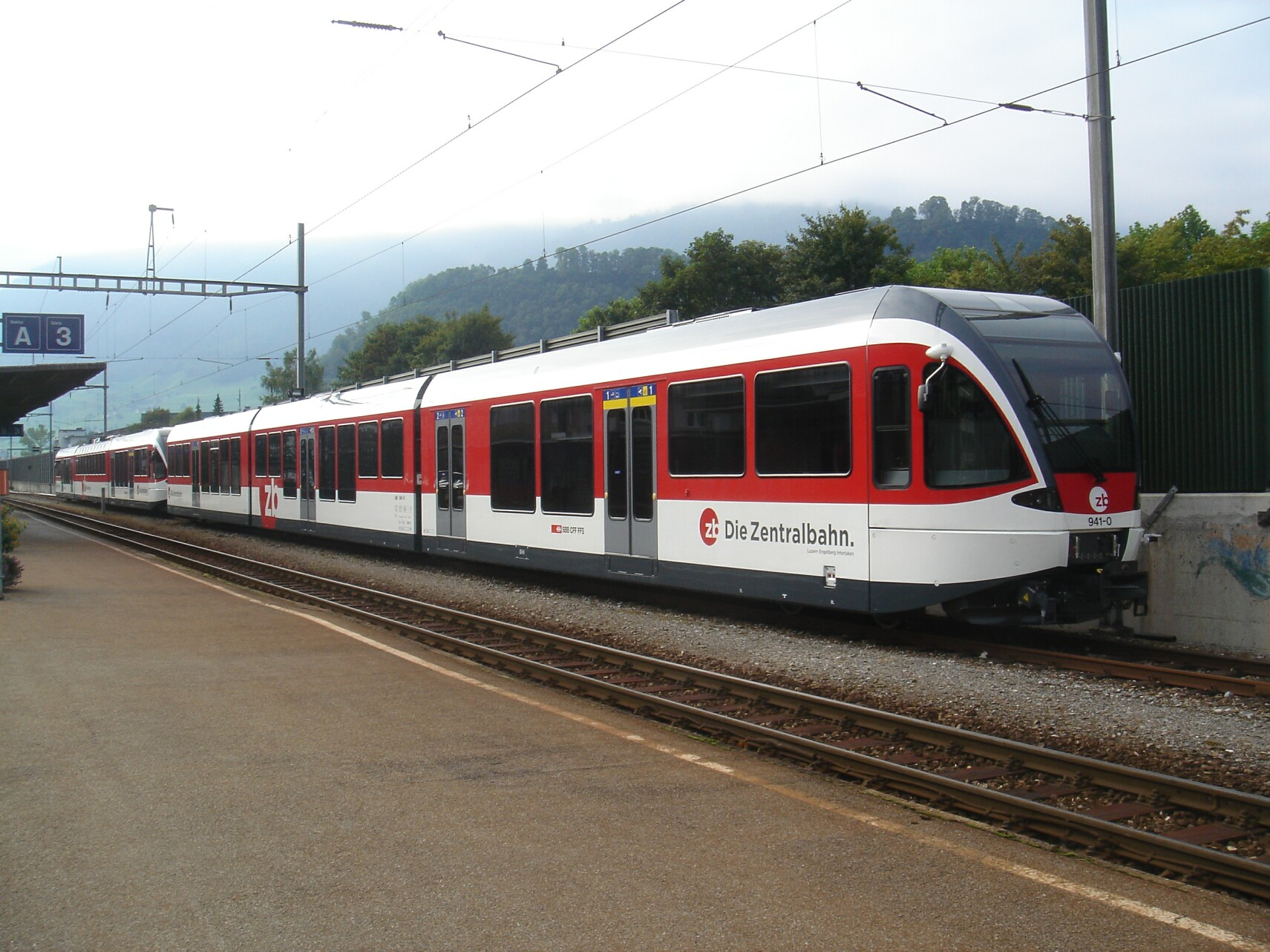
ABe130形が同形の低床式3車体の制御客車ABt 941号車を牽引

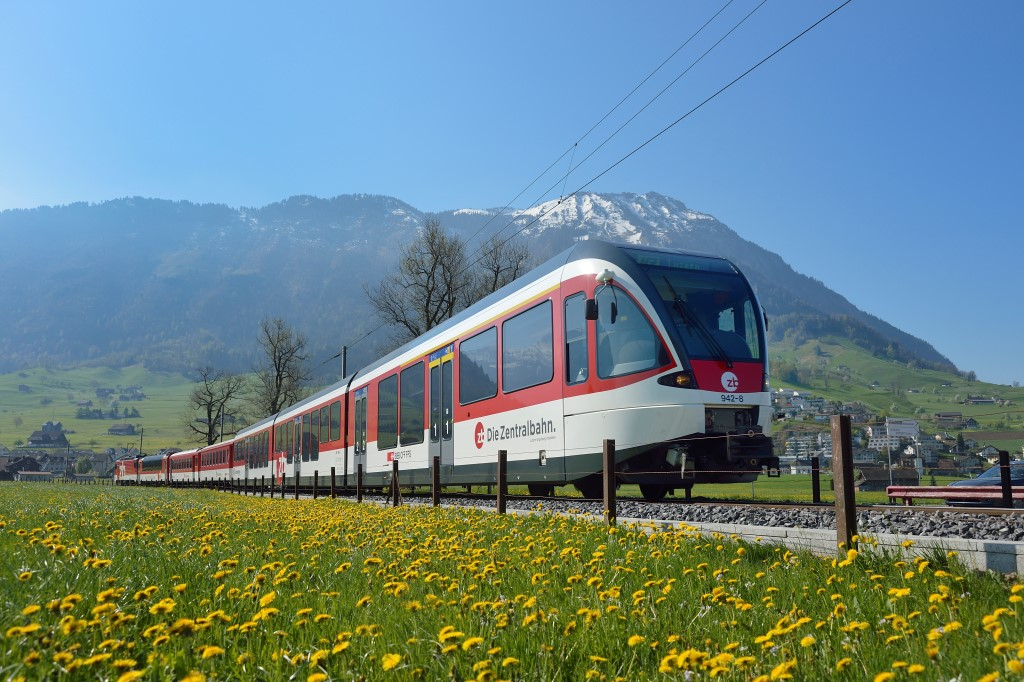
HGe101形が牽引するA102-103形パノラマ客車、客車とABt 941-943形制御によるルツェルン-エンゲルベルク・エクスプレス

### 概要
ABe130形の同形の制御客車として2006年に3編成が製造された片運転台式、3車体連接式の1等/2等合造制御客車で、製造も同じくシュタッドラーが担当しており、ABe130形と同デザインで。低床部の床面高さを400mmとしたバリアフリー対応の車両であるが、ABe130形と異なりラック区間での使用も可能となっている。各機体の機番、使用開始年月日、機体名は以下の通り。
- 50 85 80-05 941-0 - 2006年11月17日
- 50 85 80-05 942-8 - 2006年10月6日
- 50 85 80-05 943-6 - 2006年10月6日

### 仕様
- 車体は車端耐荷重800kNを確保したアルミ製で、ABe130形と同様の後位側から運転室付先頭車、中間車、連結側中間車の3車体4台車の連接式で、中間車を通常のボギー式、運転室付先頭車および連結側中間車は編成端側のみ台車付きで連結側は中間車に載り掛かる片持式として低床部の床面積を確保している。3両とも台車上部以外を床面高400mmの超低床、台車上部を床面高950mmとした部分低床式となっており、乗降口は低床部に幅1300mmの両開のプラグドアが運転室付先頭車には片側2箇所、中間車には片側1箇所ずつ設置され、高床部へはステップ2段を介して昇降する。また、編成中間の貫通路は広幅のものであるが、編成前位側端部の貫通路は他の客車との連結を考慮して狭幅の貫通扉、貫通幌付のものとなっている。
- 外観および内装はABe130形と同一で、先頭車の前部は両側面と上面から大きく絞り込まれ、大型曲面ガラスを使用した流線形スタイル、側面は屋根肩部を斜めに切落とした六角形の形態となっており、側窓は固定式窓で低床部の窓も上辺を高床部のものと揃えた大型のものとなっている。
- 室内は運転室付先頭車は台車上部と中間低床部の約半室が1等室、残りを車椅子での乗車や自転車の積載を考慮して折りたたみ座席を設置した2等室とした1/2等合造車で、車椅子対応大型便所も設置されている。中間車と連結側中間車は高床部、低床部共に2等室となっている。
- 座席は2等室は2+2列の4人掛け、1等室はABe130形とは異なり2+1列の3人掛けとなっており、ABe130形と同デザインの固定式クロスシートおよび折りたたみの補助シートを装備して座席定員は運転室付先頭車が1等室高床部12名、低床部6名と2等室に補助席6名、中間車が2等室高床部28名、低床部16名と補助席6名、連結側中間車が2等室高床部24名、低床部22名と補助席6名である。
- 運転室は中央にデスクタイプの運転台が設置されたABe130形と同一のもの、正面窓は大型の1枚曲面ガラスで、その下部左右の2箇所と正面窓内の正面行先表示器の上部に小形の丸形前照灯と尾灯が設置されており、連結器は+GF+式ピン・リンク式自動連結器、車体先頭部には小型のスノープラウが設置されている。
- 台車は軸距1900mm、車輪径700mmの鋼板溶接組立式台車で、車体との結合は大径心皿式、軸箱支持方式は軸梁式、枕ばねは空気ばね、軸ばねはコイルばね、踏面ブレーキはユニット式である。また、ブレーキ装置は空気ブレーキとばねブレーキであり、中間車の台車にブレーキ用のピニオンを設置して、これにバンド式のブレーキを装備している。

### 主要諸元
- 軌間：1000mm
- 軸配置；2'2'2'2'
- 最大寸法：全長47770mm、車体幅2650mm、車体高3720mm、全高3870mm
- 床面高：400mm（低床部）、950mm（高床部）
- 乗降口幅：1300mm
- 軸距：1900mm
- 車輪径：700mm
- 自重：49.7t
- 座席定員
  - 1等：18名
  - 2等：90名
  - 補助席：19名
  - 立席：144名[8]
- 最高速度：100km/h
- ブレーキ装置：空気ブレーキ、駐機ばねブレーキ

## 運行

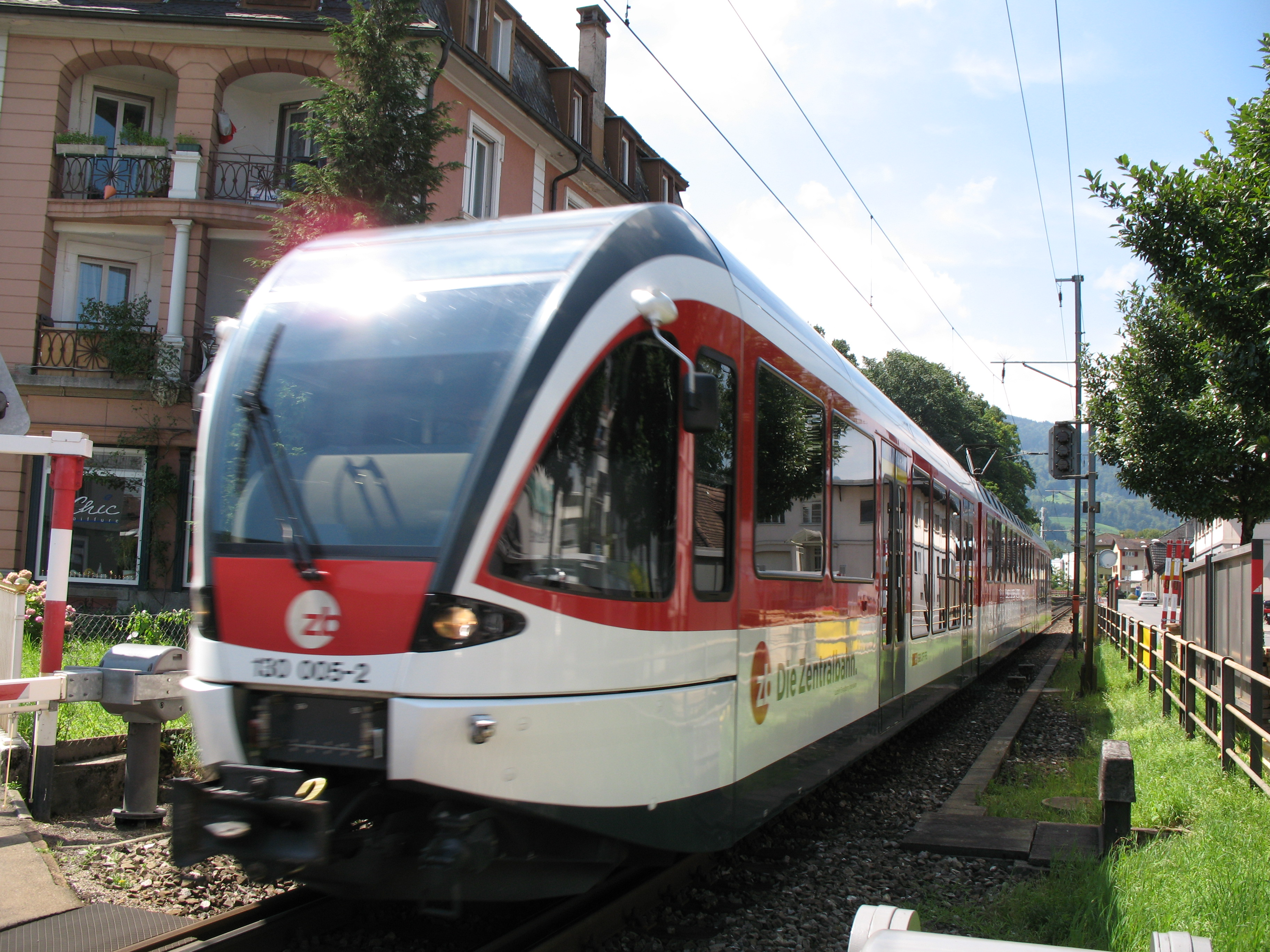
ABe130 005号機、ルツェルン付近

- ツエントラル鉄道の旧ブリューニッヒ線区間は全長74.0km、高度差566m、最急勾配25パーミル（粘着区間）もしくは120パーミル（ラック区間）、最高高度1002m、高度差567mでルツェルン-インターラーケン間を結ぶ山岳路線で、ルツェルン湖からレマン湖に抜けるゴールデンパスラインの一部であり、スイス国鉄の唯一の1m軌間の路線であった。
- ツェントラル鉄道の旧LSE区間はフィーアヴァルトシュテッター湖畔のルツェルンから途中までブリューニック線を経由したあとシュタンスを経て「天使の里」を意味する修道院の村でありスキーリゾートでもあるエンゲルベルクに至る、全長24.7km、最急勾配34パーミル（粘着区間）もしくは105パーミル（ラック区間）[9]、最高高度1002m、高度差566mの山岳路線である。
- 本機はツェントラル鉄道の粘着区間で使用され、ルツェルンのSバーンのS4およびS5系統や区間列車としてルツェルン-ギスウィル間、ルツェルン-シュタンス間や、インターラーケン-メイリンゲン間で運用されている。なお、ルツェルン方面からインターラーケン方面への回送やメイリンゲンの工場への入場の際、ラック区間ではHGe101形電気機関車の牽引により回送される。
- 通常は単独の3両編成もしくは制御客車ABt 941-943形を連結して6両編成で使用されるが、2編成を連結して重連で運用されることもあり、現在では増結の際には従来型の軽量客車およびABt 900-905形などの制御客車を主に連結している。
- ABt 941-943形はABe130形の他、HGe101形電気機関車やBDeh140形電車の牽引でも使用されており、ABe130形とは異なりラック区間を含むツェントラル鉄道全線で使用され、エンゲルベルクトンネル開業後はHGe101形電気機関車、従来型の軽量客車4両程度、ABt 941-943形の編成でのルツェルン - エンゲルベルク間のインターレギオが主な運行となっている。